# Chaitya

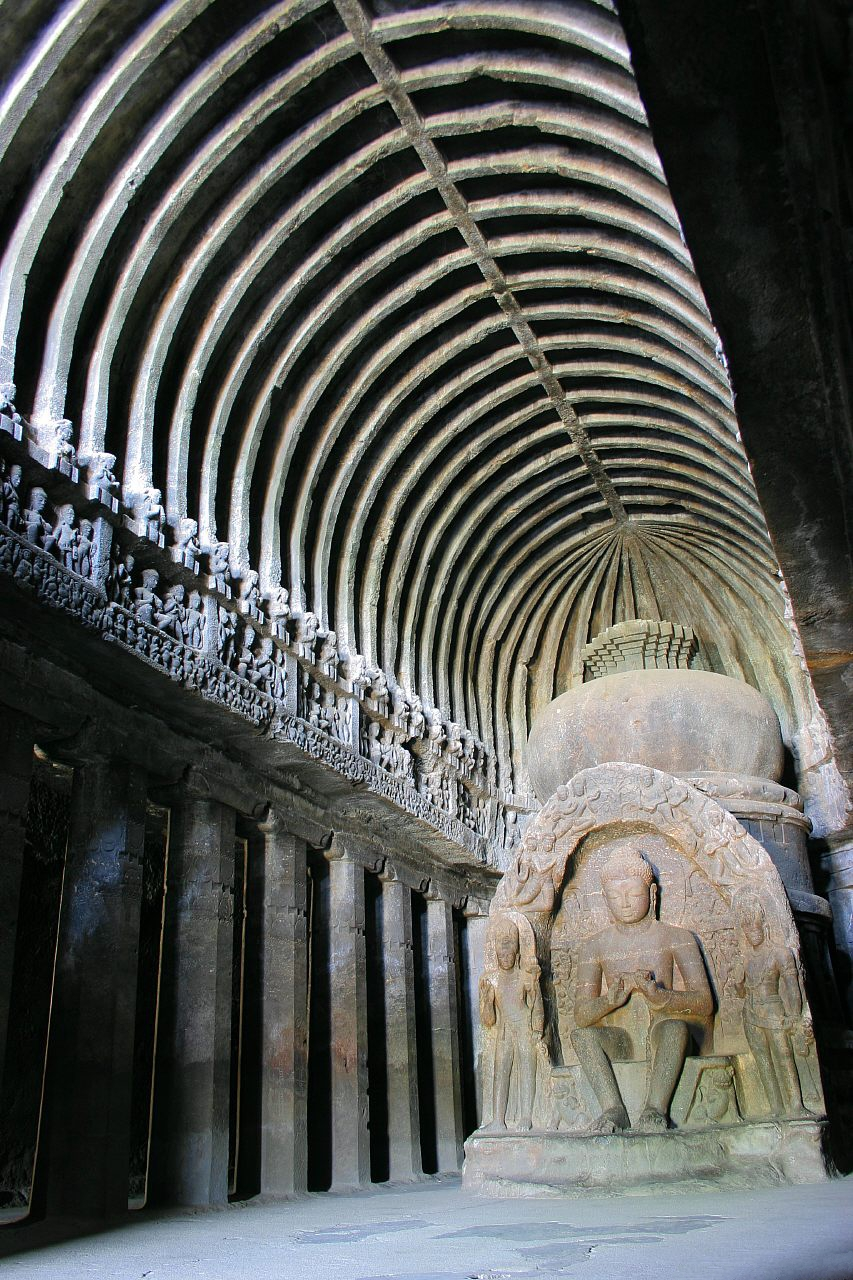
Ellora (Höhle Nr. 10) – Chaitya-Halle mit oktogonalen Pfeilern, reich verziertem Architrav und steinernem Sparrengebälk mit Firstpfette; vor dem Stupa ein Buddha-Bildnis (ca. 5. Jh.): der im Lehrgestus (dharmachakra-mudra) und in europäischer Sitzhaltung gezeigte Buddha wird begleitet von den Bodhisattvas Padmapani und Vajrapani.

Die sogenannten Chaitya-Hallen sind Verehrungs- bzw. Gebetshallen in den buddhistischen Tempelanlagen Indiens. Zusammen mit den zahlenmäßig häufigeren – Vihara („Zuflucht“, „Wohnstätte“) genannten – Wohnhöhlen bzw. -räumen der Mönche bilden sie ein buddhistisches Höhlenkloster.

## Geschichte

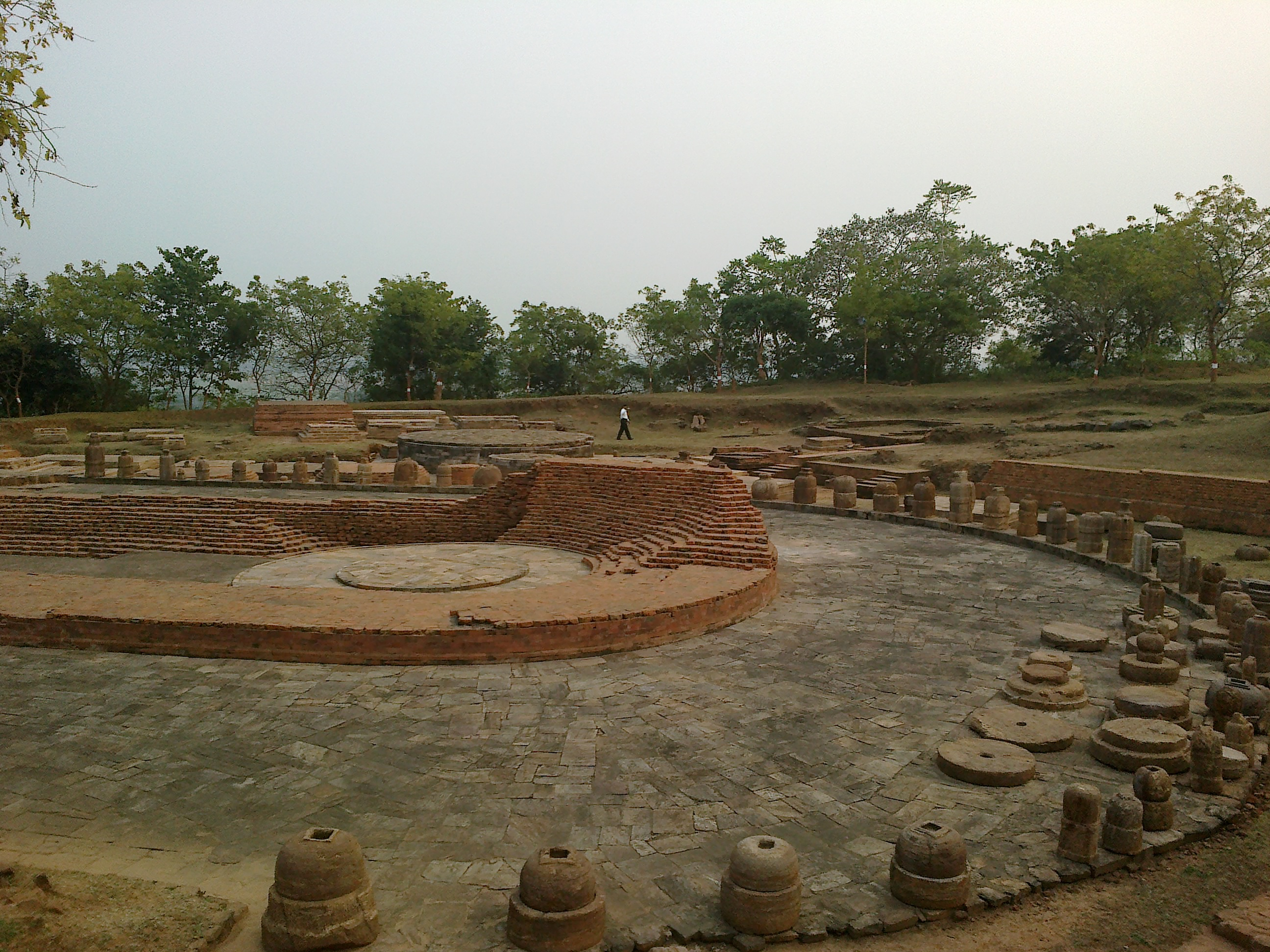
Chaityagriha in Lalitgiri

Über den Ursprung dieses für die buddhistische Kunst Indiens so charakteristischen Bautypus ist nichts bekannt – freistehende hölzerne Vorbilder (Versammlungshallen?) sind aufgrund der noch erhaltenen Holzgewölbe in den frühen Felshöhlen wahrscheinlich, haben sich aber nicht erhalten. In Andhra Pradesh gab es auch durch Fundamentreste nachgewiesene Chaitya-Hallen aus gebrannten Ziegelsteinen, die dem 3./2. Jahrhundert v. Chr. zuzurechnen sind. Die frühesten in den Fels gehauenen Chaitya-Hallen, die insgesamt einen repräsentativeren und vor allem dauerhaften Schutz boten, sind etwa dem 3./2. Jahrhundert v. Chr. zuzuordnen (vgl. Bhaja). Die spätesten Höhlen-Chaityas dürften aus dem 4./5. Jahrhundert stammen.
Reste einer apsidialen, allerdings nur einschiffigen freistehende Chaitya-Halle aus den ersten nachchristlichen Jahrhunderten mit etwa 3 Meter dicken Ziegelmauern und einer kreisförmigen Stupa in der Apsis wurden in Lalitgiri ausgegraben. Die Überreste einer späten freistehenden Chaitya-Halle aus dem 7.–10. Jahrhundert finden sich in Sanchi; der sogenannte Tempel Nr. 18 bestand aus zwei Bauteilen: einer offenen Vorhalle (mandapa) und eine ebenfalls nur einschiffige apsidiale Verehrungshalle (chaitya).
Generell ist davon auszugehen, dass die Chaitya-Hallen zu den frühesten Bauten innerhalb eines buddhistischen Höhlenklosters gehören – erst das Vorhandensein einer derartigen Halle ermöglichte den buddhistischen Verehrungsritus der pradakshina und lockte (spendenbereite) Pilger an.

## Funktion
Chaitya-Hallen dienten sowohl dem Schutz des Kultbildes (zunächst nur Stupa, später auch Buddha-Bildnis) als auch dem Schutz der Mönche und Gläubigen vor Witterungseinflüssen (Sonneneinstrahlung, Gewitter, Monsun). Die Seitenschiffe mitsamt dem Apsisumgang ermöglichen die – für den buddhistischen Verehrungsritus so wichtige – Umschreitung (pradakshina) des Stupas oder Kultbildes. Ob ein (Rang-)Unterschied zwischen der nahen Umrundung – verbunden mit einer eventuellen Berührung des Stupa und/oder des Kultbildes – und der distanzierten Pradakshina gemacht wurde, ist eine ungeklärte Frage. Außenwände und Fassade der Chaityas grenzen die profane und sakrale Welt voneinander ab.

## Architektur
Die Chaitya-Hallen werden meist durch zwei seitliche Stützenreihen (Pfeiler oder Säulen) in ein breites Mittelschiff und zwei schmale Seitenschiffe geteilt. Das aus dem natürlichen Felsgestein herausgehauene Dach ist gewölbt (Halbtonne im Mittelschiff, Vierteltonnen in den Seitenschiffen) und wird bei frühen Chaitya-Hallen von einem – statisch völlig überflüssigen – hölzernen Gebälk unterfangen, das sich in den frühen Höhlentempeln von Bhaja und Karli noch erhalten hat bzw. in Teilen restauriert wurde; bei späteren Bauten wurde dieses Gebälk in Stein nachgebildet (Ellora, Höhle Nr. 10) – konstruktiv ebenfalls bedeutungslos.
Das Allerheiligste bildet ein innen stehender Stupa, dem etwa ab dem 4./5. Jahrhundert n. Chr. ein Buddha-Bildnis vorgestellt wurde. Der Stupa ist von einem Wandelgang für die rituelle Umgehung (pradakshina) umgeben; die Seitenschiffe formen im rückwärtigen Teil der Halle einen halbrunden Apsisumgang.
Ursprünglich waren die Chaitya-Hallen mit einer Holzfassade geschlossen, in der sich ein oder mehrere Tore öffneten und in deren oberem Teil Sonnenlicht durch eine große Fensteröffnung drang und – zu bestimmten Tages- bzw. Jahreszeiten – den Stupa direkt bestrahlte, dabei den Rest der Halle jedoch weitgehend im Dunkeln ließ. Wenngleich diese Holzfassaden bzw. Holztore verschwunden sind, so haben sich in einigen Fällen doch noch die Löcher erhalten, in denen sie einst befestigt waren. Spätere Bauten erhielten steinerne Fassaden; diese wurden gleichzeitig mit der Halle aus dem Fels herausgearbeitet (vgl. Ajanta, Höhlen Nr. 9, 19 und 26). Die Höhle 19 von Ajanta (6./7. Jahrhundert) erhielt sogar eine kleine aus dem Fels herausgearbeitete Vorhalle (mandapa).

## Bauzier

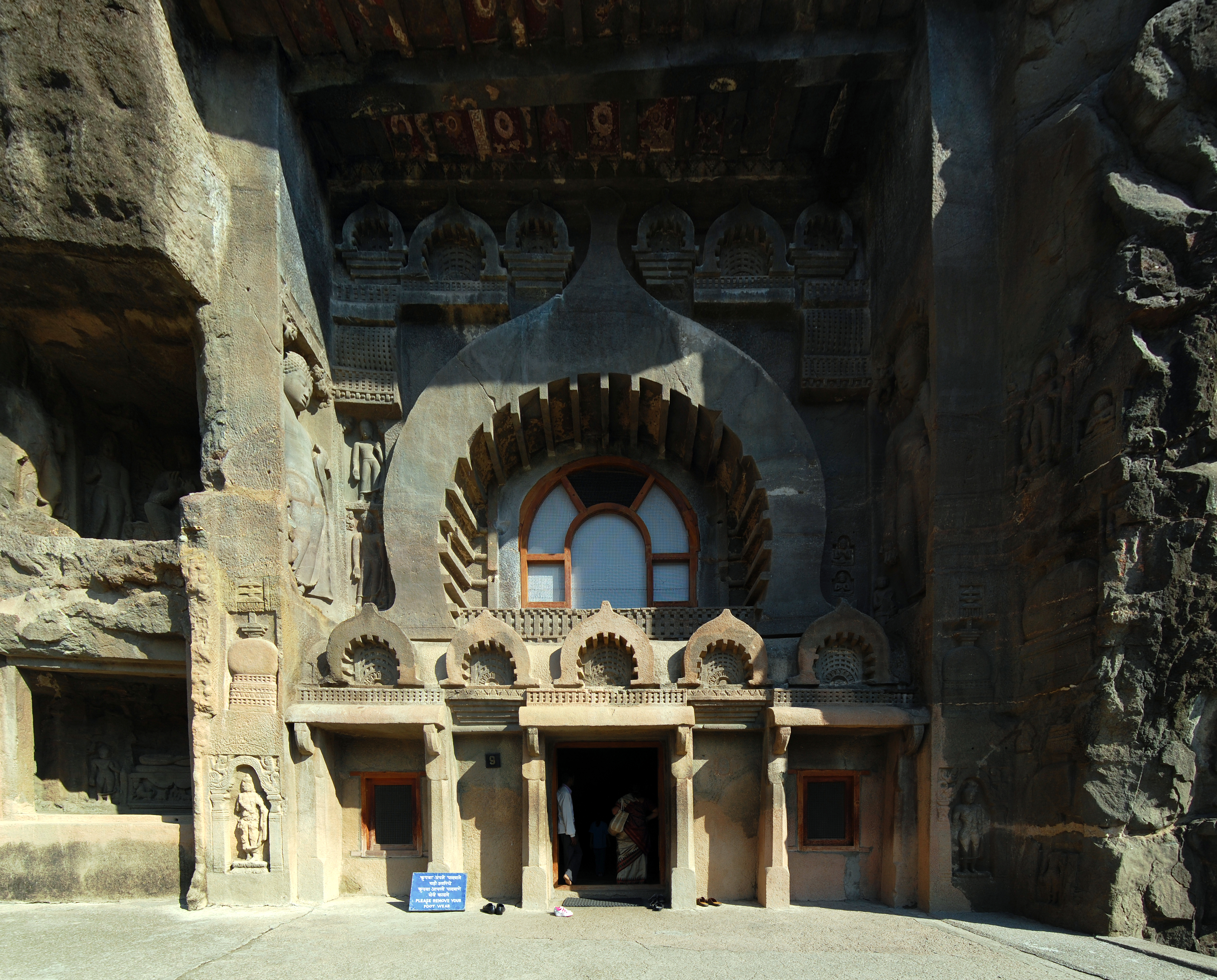
Ajanta (Höhle Nr. 9) – Fassade der Chaitya-Halle mit kudu-Fenster und Bogennischen

Von der Bauzier der frühen – aus Holz oder Ziegelstein konstruierten – Chaitya-Hallen ist nichts bekannt. Die frühesten in den Fels gehauenen Chaitya-Hallen waren noch weitgehend schmucklos; es gab lediglich ungegliederte oder kaum gegliederte Räume (z. B. in den Barabar-Höhlen). Stützen kamen erst später auf und bestanden aus einfachen, meist oktogonalen Pfeilern ohne Basis und Kapitell (z. B. Bhaja). Schließlich wurden die Stützen mit Basen und dekorierten Kapitellen versehen (z. B. Karli), dann wurde der gesamte Architrav mit Figurenreliefs geschmückt; die Seitenschiffwände wurden mit Buddha-Skulpturen versehen und/oder bemalt.
Ein beliebtes Dekormotiv an den Fassaden der Chaitya-Hallen waren – bereits an früheren, nicht erhaltenen Holzbauten ausgebildete – Bögen oberhalb von Fenstern oder Fensternischen (chandrasalas oder kudus); diese waren von den – zur damaligen Zeit in Europa und in anderen Teilen der Welt noch völlig unbekannten – Kielbögen überfangen, die überdies manchmal im unteren Teil auch noch eingezogen waren, so dass die frühesten bekannten Hufeisenbögen entstanden; die Kielbögen selbst sind jedoch regelmäßig nicht als tragende Konstruktionen, sondern nur als Blendbögen ausgebildet.
Diese Scheinfenster (chandrasalas oder kudus) werden – meist in verkleinerter Form und in großer Zahl zu Paneelen (udgamas) zusammengefügt – zu einem stetig wiederkehrenden und bestimmenden Dekormotiv an den Fassaden und an den Shikhara-Türmen nordindischer Tempel des 8. bis 13. Jahrhunderts (Kalika-Mata-Tempel; Teli-ka-Mandir; Lakshmana-Tempel; Kandariya-Mahadeva-Tempel).